# Bo Diddley (песня)
| Оценки критиков | Оценки критиков |
| Источник        | Оценка          |
| --------------- | --------------- |
| AllMusic        | Без рейтинга    |

«Bo Diddley» — песня Бо Диддли.
В 1998 году сингл Бо Диддли с этой песней (1955 год) был принят в Зал славы премии «Грэмми».
В 2004 году журнал Rolling Stone поместил песню «Bo Diddley» в исполнении Бо Диддли на 62 место своего списка «500 величайших песен всех времён». В списке 2011 года песня также находится на 62 месте.
Кроме того, песня входит в список 500 Songs That Shaped Rock and Roll по версии Зала славы рок-н-ролла.